# Leptoconops floridensis
Leptoconops floridensis är en tvåvingeart som beskrevs av Wirth 1951. Leptoconops floridensis ingår i släktet Leptoconops och familjen svidknott. Inga underarter finns listade i Catalogue of Life.